# Hörnsjön (Själevads socken, Ångermanland)
Hörnsjön är en sjö i Örnsköldsviks kommun i Ångermanland som ingår i Moälvens huvudavrinningsområde. Sjön har en area på 0,0785 kvadratkilometer och ligger 81,2 meter över havet.
Hörnsjön ligger vid sluttningen sydost om Varvsberget cirka två kilometer från centrala Örnsköldsvik. Området runt sjön är ett populärt friluftsområde och naturreservat. Här finns ett tre kilometer långt elljusspår för löpning och skidåkning. Elljusspåret är en del av Höga Kustenleden. Hörnsjön är en kallkälla och var tidigare en ytvattentäkt.

## Delavrinningsområde
Hörnsjön ingår i delavrinningsområde (702301-164269) som SMHI kallar för Utloppet av Veckefjärden. Medelhöjden är 45 meter över havet och ytan är 13,44 kvadratkilometer. Räknas de 266 avrinningsområdena uppströms in blir den ackumulerade arean 2 297,93 kvadratkilometer. Avrinningsområdets utflöde Moälven (Åselån) mynnar i havet. Avrinningsområdet består mestadels av skog (36 procent) och jordbruk (10 procent). Avrinningsområdet har 2,21 kvadratkilometer vattenytor vilket ger det en sjöprocent på 16,5 procent. Bebyggelsen i området täcker en yta av 3,32 kvadratkilometer eller 25 procent av avrinningsområdet.